# Bourges
Bourges (izg. Burž) je mesto in občina v osrednji francoski regiji Centre-Val de Loire, prefektura departmaja Cher in je bilo tudi glavno mesto nekdanje province Berry. Leta 2019 je mesto imelo 64.541 prebivalcev.

## Zgodovina
Ime občine izhaja bodisi iz Bituriges, imena prvotnih prebivalcev, bodisi iz germanske besede Burg (francosko bourg), za »hrib« oz. »vas«. Kelti so ga imenovali Avaricon; latinski govorci Avaricum. V 4. stoletju pred našim štetjem, tako kot v času Cezarja, je bilo območje okoli njega središče galske (keltske) zveze.
Leta 52 pr. n. št., v šestem letu galskih vojn, medtem ko so Galci izvajali politiko požgane zemlje, da bi preprečili preskrbo Cezarjevih sil, so prebivalci Avaricuma prosili, naj njihovega mesta ne zažgejo. Začasno mu je bilo prizaneseno zaradi dobre obrambe, ki jo je zagotavljalo okoliško močvirje, reka, ki ga je skoraj obkrožala, in močno južno obzidje. Sile Julija Cezarja so kljub temu zavzele in uničile mesto ter ubile vse razen 800 njegovih prebivalcev.
Rim je rekonstruiral Avaricum kot rimsko mesto z monumentalnimi vrati, akvadukti, termami in [[amfiteater|amfiteatrom]g; Bil je precej večji, kot ga je dosegel v srednjem veku. Masivno obzidje, ki obdaja poznorimsko mesto in obsega 40 hektarjev, je bilo delno zgrajeno s kamnom, ki je bil ponovno uporabljen iz prejšnjih javnih zgradb.
Sveti Ursin iz 3. stoletja našega štetja, znan tudi kot sveti Ursin, velja za prvega škofa v mestu. Bourges deluje kot sedež nadškofije. V 8. stoletju je Bourges ležal na severnem obrobju vojvodine Akvitanije in je bil zato prvo mesto, ki je padlo pod frankovskimi napadi, ko so Franki prečkali Loaro. Frankovski Karel Martel je mesto zavzel leta 731, a ga je akvitanski vojvoda Odo Veliki takoj ponovno zavzel. Ostal je pod vladavino grofov, ki so obljubili zvestobo akvitanskim vojvodom, vse do uničujočega obleganja frankovskega kralja Pipina Malega leta 762, ko so baskovske čete skupaj z grofom branile mesto.
V srednjem veku je Bourges do leta 1101 služil kot glavno mesto viskontstva Bourges. V 14. stoletju je postal glavno mesto vojvodine Berry (ustanovljena leta 1360). Bodoči francoski kralj Karel VII. (vladal 1422–1461) se je tja zatekel v 1420-ih med stoletno vojno. Njegov sin Ludvik XI. se je tam rodil leta 1423. 7. julija leta 1438 je Karel VII. v dogovoru s tam zbrano duhovščino odredil Pragmatično sankcijo Bourgesa, kraljeva odločitev, ki je kot varuhu pravic francoske Cerkve omejila papeška pooblastila. V tem obdobju je bil Bourges glavno središče alkimije.
Gotska stolnica sv. Štefana, ki so jo začeli graditi ob koncu 12. stoletja, Je prvi primer visokogotske stolnice. Od leta 1992 je na UNESCOvem Seznamu svetovne dediščine.
Bourges ima dolgo tradicijo umetnosti in zgodovine. Poleg stolnice sta drugi pomembni mesti palača Jacques Cœur iz 15. stoletja in petinšestdeset hektarjev veliko okrožje pollesenih in lepih meščanskih hiš.

## Geografija
Mesto leži v osrednji francoski pokrajini Berry ob sotočju rek Auron in Moulon ter ob zapuščenem kanalu Canal de Berry, ki sledi ob toku Auron skozi Bourges. Geografsko središče Francije (Vesdun) je približno 70 kilometrov južno. Bourges velja za središče prebivalstva v Franciji.
Bourges, ki sleži v središču Francije, stran od Atlantskega oceana, ima tipično degradirano oceansko podnebje (Köppen: Cfb), za katerega so značilne hladnejše, bolj suhe zime in toplejša, bolj mokra poletja.

## Uprava
Okrožje Bourges je bilo ustanovljeno leta 1800. Zaradi reorganizacije francoskih kantonov, ki je začela veljati leta 2015, meje kantonov niso več povezane z mejami okrožij. 
Bourges je okrožje s 128 občinami.  Je imel 173.037 (2016) prebivalcev, njegova površina znaša 2783,9 km² in sedež štirih kantonov (stanje 22. marec 2015):
| Ime              | št. prebivalcev (2019) | Cantonal Code |
| ---------------- | ---------------------- | ------------- |
| Kanton Bourges-1 | 17.838                 | 1803          |
| Kanton Bourges-2 | 15.206                 | 1804          |
| Kanton Bourges-3 | 14.442                 | 1805          |
| Kanton Bourges-4 | 17.055                 | 1806          |

## Zanimivosti
- gotska stolnica sv. Štefana (1195-1255), na UNESCOvem seznamu svetovne kulturne dediščine od 1992[6], vmesna postaja na romarski poti v Santiago de Compostela (Via Lemovicensis)
- Palača Jacques Cœur, francoskega trgovca, enega od ustanoviteljev trgovine med Francijo in Levantom, francoski zgodovinski spomenik od leta 1840
- ruševine galo-rimskega obzidja
- močvirje rek Yevre in Voiselle je bilo leta 2003 vpisano na seznam francoskih naravnih spomenikov.

## Pobratena mesta
Bourges je pobraten z:
- Augsburg, Nemčija
- Aveiro, Portugalska
- Forlì, Emilija - Romanja Italija
- Koszalin, Zahodnopomorjansko vojvodstvo, Poljska
- Palencia, Kastilija in Leon, Španija
- Peterborough, Združeno kraljestvo
- Joškar-Ola, Privolško federalno okrožje, Rusija
- Korosten, Ukraine